# Saucsa
A saucsa (szanszkrit: शौच) tisztaságot jelent. A tisztaság nem csupán egy, a dolgok aktuális fizikai állapotát leíró jelző, hanem minden létezőre vonatkozó, azok minőségét kategorizáló alapelv vagy "dimenzió", amely szoros kapcsolatban áll a minden létezőt befolyásoló három kötőerővel (guna). A kötőerők: szattva (jóság), radzsasz (szenvedély) és a tamasz (tudatlanság). A tisztaság a jóság kötőerejének egyik alapvető megnyilvánulása.
A Mahábhárata és Patandzsali Jóga-szútrái tárgyalja. Egyike a nijama előírásainak és a jóga gyakorlásának egyik alapfeltétele.
A tisztaság kétféle lehet: külső és belső. A külső tisztaság, a test tisztán tartását jelenti. Piszkos külsejű ember sohasem lehet jógi. Ez vonatkozik a belső tisztaságra is. Magától értetődően a belső tisztaság sokkal fontosabb, de mindkettő szükséges.
A külső testi tisztaság egymagában nem ér sokat, de a belső tisztasággal karöltve fontos követelmény. A mosdás, fürdés, tisztálkodás megilleti a testet, sőt elengedhetetlenül fontos, hiszen a szellemileg fejlett ember tisztában van azzal, hogy testére, mint szellemének burkára, kifelé forduló közegére és eszközére, szüksége van, s éppoly kevéssé hanyagolhatja el, mint a gondos munkás a szerszámát. A test belső tisztasága visszahat a szellemre, hiszen rajta keresztül éri a szellemet minden kívülről érkező hatás. A szennyes, elhanyagolt test rossz szűrő és hiányosan, fertőzötten közvetíti a külső hatásokat.
A kívül-belül tisztán tartott test, az egyidejűleg tisztán tartott szellemmel együtt, tökéletesen egészséges lesz, minden működése hibátlanná válik, a szattva tiszta eleme túlsúlyra jut benne, az így előállt egyensúlyérzés zavartalan derűt eredményez az elmében, ez megkönnyíti az összpontosítást, amely viszont az érzékeken való uralomra s ezen át az önvaló megismerésére vezet.

## Belső tisztaság
A kétféle tisztaság közül a belső tisztaság - a szív, az elme és a test belső tisztasága - a fontosabb. A belső tisztaság vidámságot, örömöt, harmóniát, nyugalmat, békességet ad.
A belső tisztaság tiszta gondolatokat eredményez. Ha egyszerű, tiszta táplálékokon élünk, akkor tiszta lesz a vérünk és az elménk. 
A test belső tisztasága és a gondolatok között nagyon szoros kapcsolat van. Egy tiszta testű embernek tiszta gondolatai vannak és fordítva is igaz: egy beteg, önmérgezésben levő embernek beteg gondolatai vannak.
A böjt és a természetes, egyszerű táplálék tisztító hatású. A böjt közös jellemzője vratának. Minden vallás és hitrendszer ajánlja. Annak az embernek, aki rendszeres időközönként odaadással böjtöl, a gondolatai tiszták és fegyelmezettek, kifejezésmódja sajátos, képzelőereje felülmúlhatatlan. Transzcendens ragyogást áraszt és a saját személyében már elérte Isten országát itt e Földön.
A tisztaság az Isten országába vezető ösvény. Belső tisztaság nélkül semmilyen lelki fejlődés nem lehetséges. Csakis a tisztaságon keresztül tudjuk elérni Brahmant és eggyé válni vele. Nincs más út.
Minden tisztátalan és gyűlöletes gondolat amiket táplálunk, visszapattan – legyünk akár félrevonultan egy barlangban - összegyűlnek és egy nap rettenetes erővel, mint valamilyen földi kényszerűség, visszatér hozzánk. Ha gyűlöletet és irigységet sugárzunk ki, kamatos kamataival térülnek azok meg. A tisztátalanság megszüntetése után az önmegtartóztatás következménye, az érzékszervek és a test erőinek kibontakoztatása lesz.
Vjásza kommentárjában ezt írja: "A belső tisztaság mossa le a tudat tisztátalanságát (csittamala)".
A Hatha-jóga, mely a testen keresztül igyekszik tudatosan befolyásolni a szellemet, a test tisztán tartásának sok módszerét alkalmazza. Művelője megtanulja, hogyan tisztítsa meg testének nehezen hozzáférhető részeit is. A lélekzőgyakorlatok egy része is arra szolgál, hogy a test finom műszereit, például a tüdőt, sőt az idegeket is megtisztítsa.